# Presbiacúsia
La presbiacúsia (del grec presbys "vell" i akousis "escoltar") és la pèrdua progressiva de la capacitat per a l'escolta d'ones sonores d'alta freqüència provocada pel deteriorament del sistema auditiu, provocat principalment per l'edat i l'exposició a sorolls de grans magnituds. S'anomena també una sordesa de percepció progressiva.
La presbiacúsia és pròpia de les persones en edat avançada, però l'exposició a sorolls de gran volum o freqüència pot provocar l'acceleració d'aquests processos de pèrdua de la capacitat d'oïda.

## Epidemiologia
La presbiacúsia es presenta de manera progressiva amb l'edat, presentant-se en un 25% de pacients entre 65 i 75 anys i en un 80% dels pacients majors de 75 anys.
La presbiacúsia pot presentar-se en persones d'edats inferiors a partir dels 25 anys a causa de l'exposició a freqüències altes constants, malalties o afectacions mèdiques al canal o als òrgans de l'oïda interna.
El tractament emprat en la majoria dels casos és l'aplicació d'una pròtesi auditiva o Audiòfon, que necessita ser regulat i configurat depenent del perfil audiomètric del pacient i les seves necessitats.

## Controvèrsies
Fent ús de la pèrdua de capacitat d'audició de l'alt espectre de les ones sonores en l'adolescència, s'ha permès la comercialització del Mosquitó, un aparell que emet un soroll únicament perceptible per a nens i adolescents i que resulta molest pe aquests. L'aparell ha estat emprat com un mecanisme preventiu pels comerciants per tal d'evitar l'entrada de joves en els seus comerços i el possible vandalisme.